# 1800 en musique
| \| • Retour à la chronologie générale de la musique populaire • \| |
| XXIe siècle • XXe siècle • XIXe siècle • XVIIIe siècle XVIIe siècle • XVIe siècle • XVe siècle • XIVe siècle XIIIe siècle • XIIe siècle • XIe siècle • Xe siècle IXe siècle • VIIIe siècle • Haut Moyen Âge • Rome • Grèce |
| • Retour à la chronologie générale de la musique populaire • |

| • Retour à la chronologie générale de la musique populaire • |

| Années de la musique populaire : 1797 - 1798 - 1799 - 1800 - 1801 - 1802 - 1803    |
| Décennies de la musique populaire : 1770 - 1780 - 1790 - 1800 - 1810 - 1820 - 1830 |

## Événements
- La chanson de soldats Fanchon, qui provient du répertoire militaire du XVIIIe siècle, est attribuée au général Lasalle au soir de la bataille de Marengo, alors que le théâtre du Vaudeville vient de faire jouer 400 fois de suite (un record pour l’époque) la pièce Fanchon la vielleuse qui raconte de manière romancée l’histoire d’une chanteuse des rues nommée Fanchon, célèbre dans la décennie 1760.

## Naissances
- Date précise inconnue :
- Mestfa Ben Brahim, musicien et poète algérien, dont l'œuvre a eu une influence considérable sur la chanson oranaise († 1867).